# Bodenseeufer (Gmk. Iznang, Moos, Böhringen)
Das Bodenseeufer (Gmk. Iznang, Moos, Böhringen) ist ein Naturschutzgebiet auf dem Gebiet der Gemeinde Moos im baden-württembergischen Landkreis Konstanz in Deutschland.
Das Schutzgebiet umfasst knapp 77 Hektar der Uferzone auf der Bodenseehalbinsel Höri.
1961 wurde es erstmals als Naturschutzgebiet ausgewiesen, damals mit einer Fläche von etwa 118 Hektar. Im Rahmen der Ausweisung des benachbarten Naturschutzgebiets Radolfzeller Aachmündung im Jahr 1996 wurden 43,7 Hektar diesem NSG zugeschlagen.